# Nördliche Rietzschke
Die Nördliche Rietzschke ist ein Bach, der durch die nördlichen Stadtteile Leipzigs fließt. Sein Name leitet sich vom sorbischen Wort rěčka für „Bach“ ab. Wasserrechtlich ist es ein Gewässer II. Ordnung.

## Verlauf
Die Nördliche Rietzschke hat zwei Quellbäche, den aus Seehausen kommenden Seehausener Mühlgraben und das Lindenthaler Wasser, das im Westen von Lindenthal seinen Ursprung hat. In der Nähe der Straße Rietzschkegrund in Wiederitzsch vereinen sich die beiden Wasserläufe. Die Seehausener Seite wird heute hauptsächlich aus Regen- und Grundwässern aus dem Bereich der neuen Leipziger Messe gespeist.
In Wiederitzsch fließt die Nördliche Rietzschke nach Südosten, bis sie an der Nordseite des Klinikums St. Georg den Eutritzscher Flurgrenzgraben aufnimmt und nach Südwesten abbiegt. Vom Wiederitzscher Eisenbahnviadukt bis zum Klinikum St. Georg wurde das Bachstück 1991 gemäß Bundesnaturschutzgesetz zum „Geschützten Biotop“ erklärt. An der Westseite des Klinikums mündet der Gohliser Flurgrenzgraben. Vom Klinikum St. Georg verläuft die Rietzschke dann in südlicher Richtung bis zum Eutritzscher Arthur-Bretschneider-Park, der zu Beginn des 20. Jahrhunderts in der Rietzschke-Aue angelegt wurde. Hier mündet an der Gottschallstraße die Nördliche Rietzschke in das Kanalisationsnetz.
Bis etwa 1885 war sie von hier aus noch ein offener, in die damals dort fließende Pleiße mündender Wasserlauf, etwa entlang der Kanalstraße und der heutigen Prellerstraße. Um die Kanalisation bei starker Wasserführung zu entlasten, gibt es einen Regenüberlauf in die Parthe am Wilhelmsteg, einem Rad- und Gehweg über die inzwischen dort fließende Parthe in der Nähe des südlichen Endes der Prellerstraße (bis 1947 Wilhelmstraße).
Bis in die Zeit um 1000 floss die Nördliche Rietzschke weiter bis zu ihrer Mündung in die Weiße Elster in dem Bett, das heute die Parthe nutzt. Etwa um 1200 wurde von der Parthe im Bereich des heutigen Zoos bis zur Rietzschke in Gohlis (heute etwa Prellerstraße) der Gohliser Mühlgraben angelegt, um die dortige Mühle mit ausreichend Wasser zu versorgen. Die Wassermenge der Rietzschke reichte dafür nicht aus. Seit dieser Zeit wurde der Mühlgraben in den meisten Karten als Pleiße bezeichnet, da sein Wasser vorrangig aus dem Pleißemühlgraben stammte. Die Rietzschke mündete seitdem bis zu ihrer Einbindung in die Kanalisation in den als Pleiße bezeichneten Gohliser Mühlgraben.

## Weiteres
Vom Zusammenfluss der Quellbäche bis zum Einfluss in die Kanalisation hat die Nördliche Rietzschke eine Länge von 3,7 Kilometer.
Das Gebiet um die Nördliche Rietzschke gehört zu den Leipziger Landschaftsschutzgebieten. Seit 2007 führt der  Rietzschke-Wanderweg vom Arthur-Bretschneider-Park entlang der Rietzschke oder in ihrer Nähe bis nach Wiederitzsch.
Im Osten Leipzigs gibt es einen ähnlich großen Bach namens Östliche Rietzschke, der ebenfalls ein ehemaliger Zufluss der Parthe war.